# Agrotis raveni
Agrotis raveni là một loài bướm đêm trong họ Noctuidae.